# سري وهام (فلم كوري)
سري وهام (هانغل: 은밀하게 위대하게) هو فيلم حركة وكوميدي درامي كوري جنوبي إنتاج عام 2013، بطولة كيم سو هيون، باك كي وونغ، و إي هيون وو، الذين يلعبون دور جواسيس كوريون شماليون لاختراق كوريا الجنوبية كمواطنين في بلدة، واحد كيتيم وغبي وثاني كموسيقي روك، وثالث طالب مدرسة إعدادية . تدور أحدث هذا الفيلم حول وحدة سرية كورية شمالية جندت لتقوم بأعمل إغتيال وانتقام دخل كوريا الجنوبية ولكن تتغير الأمور السياسية في كوريا الشمالية مما أدى إلى إصدار قرار لتخلص من هذه الفرقة واتهامهم بالخيانة العظمى،فقام القائد العسكري المسؤل عنهم وباتخاذ القرار بسفر إلى كوريا الجنوبية لتخلص منهم بنفسه، ومن هنا تبدأ احداث الفلم المشوقة والمثيرة.  

## تمثيل
- كيم سو هيون - Lieutenant Won Ryu-hwan / Bang Dong-gu
- باك كي وونغ - Rhee Hae-rang / Kim Min-su
- إي هيون وو - Rhee Hae-jin

## جوائز وتكريمات
| سنة  | جائزة                                        | فئة                               | استلام      | نتيجة |
| ---- | -------------------------------------------- | --------------------------------- | ----------- | ----- |
| 2013 | جوائز إمنيت الأختيارية الـ20                 | أفضل 20 نجم أفلام - ذكور          | كيم سو هيون | رُشِّح   |
| 2013 | المرتبة 17 مهرجان بتشون الدولي لأفلام الخيال | مهرجان بتشون الدولي لأفلام الخيال | كيم سو هيون | فوز   |
| 2013 | المرتبة 17 مهرجان بتشون الدولي لأفلام الخيال | جوائز نونيوب الإختيارية           | سري، عظيم   | فوز   |
| 2013 | جوائز غراند بيل الـ55                        | أفضل ممثل جديد                    | كيم سو هيون | فوز   |
| 2013 | جوائز بويل الـ22 للأفلام                     | أفضل ممثل جديد                    | إي هيون وو  | رُشِّح   |
| 2013 | جوائز التنين الأزرق للأفلام الـ34            | أفضل ممثل جديد                    | إي هيون وو  | رُشِّح   |
| 2013 | جوائز الجمعية الكورية الـ33 لنقاد الأفلام    | أفضل ممثل جديد                    | كيم سو هيون | رُشِّح   |
| 2014 | جوائز بايكسانغ للفنون الـ55                  | أفضل ممثل جديد (فيلم)             | كيم سو هيون | فوز   |
| 2014 | جوائز بايكسانغ للفنون الـ55                  | أكثر ممثل مشهور (للأفلام)         | كيم سو هيون | فوز   |
| 2014 | مهرجان سيول الـ16 الدولي للأفلام الشبابية    | أفضل ممثل شاب                     | إي هيون وو  | رُشِّح   |

## روابط خارجية
- الموقع الرسمي
 (بالكورية)
- سري وهام على هانسينما
- سري وهام على ماي دراما ليست
- سري وهام على موقع IMDb (الإنجليزية)
- سري وهام على موقع روتن توميتوز (الإنجليزية)
- سري وهام على موقع نتفليكس (الإنجليزية)
- سري وهام على موقع أول موفي (الإنجليزية)
- سري وهام على موقع فيلمافينيتي (الإسبانية)
- سري وهام على موقع قاعدة بيانات الفيلم (الإنجليزية)
- سري وهام على موقع ليتربوكسد (الإنجليزية)
- سري وهام على موقع كينوبويسك (الروسية)
- Covertness webtoon نسخة محفوظة 21 أبريل 2012 على موقع واي باك مشين. at داوم (بالكورية)